# Rogério Marinho (jornalista)
Rogério Pisani Marinho (Rio de Janeiro, 15 de maio de 1919 — Rio de Janeiro, 25 de julho de 2011) foi um advogado, jornalista e empresário brasileiro.

## Biografia
Irmão do empresário Roberto Marinho e filho mais novo de Irineu Marinho.
Formado em direito, com apenas dezoito anos de idade já trabalhava no jornal fundado por seu pai: O Globo. Ocupou os cargos de editor, diretor substituto e vice-presidente do O Globo. Nos último anos de sua vida, era vice-presidente da empresa Infoglobo (empresa responsável pelos jornais O Globo, Extra e Expresso, pertencente as Organizações Globo).

## Morte
Morreu aos 92 anos de idade, 8 anos após a morte do irmão mais velho, Roberto.
Durante a Segunda Guerra Mundial, Marinho foi o diretor do tablóide O Globo Expedicionário.